# 土佐昭和站
土佐昭和站（日语：／ Tosa-shōwa eki */?）是一位於日本高知縣高岡郡四萬十町昭和、隸屬於四國旅客鐵道（JR四國）的鐵路車站。車站編號為G31。車站位處於兩邊隧道的中間位置。
「昭和」的名稱是源於未合併前的「昭和村」，明治時期稱為「西上山村」，1925年因慶祝日皇裕仁登基，因而和隔鄰的「東上山村」改為「昭和村」及「大正村」。1957年和隔鄰的十川村合併為十和町，再於平成大合併時和大正町、窪川町合併成為現在的四萬十町。車站附近屬於密集的民居，加上附近設有中、小學校及露營場地入口，因此乘車以學生及觀光客為主。

## 車站結構
本站為簡易車站設計，並不設有站舍，車站出入口旁建有一座三型形的建築物「昭和觀光詢問處 （页面存档备份，存于）」負責車票發售事宜。

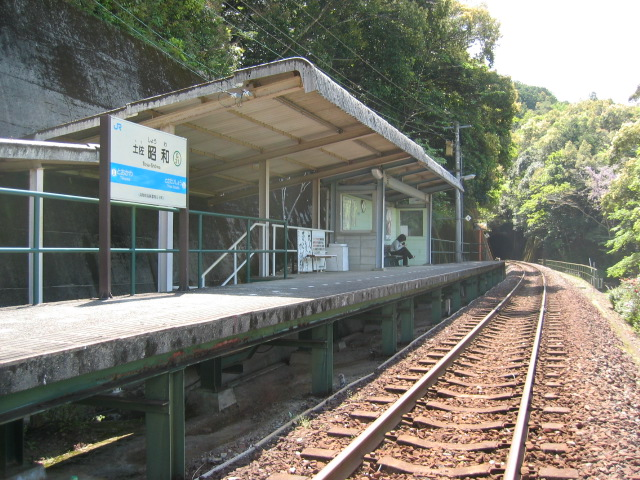
車站月台。

跟土佐大正站、十川站的設計相同，在月台底部開鑿一條道，再建山內斜道接駁至車站月台（亦可通往對上山路）。不過本站絕對不是完全為無障礙通道,因為進入月台仍要經過數級樓梯才能到達。月台出入口位於中央，鄰近有蓋候車室，和土佐大正站設於月台末端不同。月台依靠近內山坡而建，而非像打井川站、家地川站建於下山坡上。同樣只設有側式月台1個，有效長度為4輛。列車不能在此交換，而停車時，往窪川站方向為左側開門，下行往江川崎站則為右側開門。

### 月台配置
| 路線    | 方向     | 目的地             |
| ------- | -------- | ------------------ |
| ■予土線 | （上行） | 窪川方向           |
| ■予土線 | （下行） | 江川崎、宇和島方向 |

## 歷史
- 1974年3月1日：路線伸延至若井站時開業。
- 1987年4月1日：日本國鐵分割民營化，車站的營運由JR四國繼承。

## 使用狀況
根據國土交通省「國土數值情報」，以下為1日平均上下車人次：
| 年度 | 1日平均 乘車人次 | 1日平均 乘車人次 |
| ---- | ---------------- | ---------------- |
| 2011 | 20               |                  |
| 2012 | 26               |                  |
| 2013 | 26               |                  |
| 2014 | 24               |                  |
| 2015 | 20               |                  |
| 2016 | 14               |                  |
| 2017 | 6                |                  |
| 2018 | 2                |                  |
| 2019 | 6                |                  |
| 2020 | 10               |                  |
| 2021 | 12               |                  |
| 2022 | 22               |                  |

## 相鄰車站
四國旅客鐵道（JR四國）
■予土線
土佐大正（G30）－土佐昭和（G31）－十川（G32）

## 外部連結
- JR四國土佐昭和站 （页面存档备份，存于）